# Colin Beardsmore
Colin Beardsmore (* 7. Februar 1978 in Peterborough, Ontario) ist ein ehemaliger deutsch-kanadischer Eishockeyspieler, der elf Spielzeiten in der Deutschen Eishockey Liga für sieben Mannschaften absolvierte.

## Karriere
Der linke Flügelstürmer, der beim NHL Entry Draft 1996 in der siebten Runde als insgesamt 189. von den Detroit Red Wings ausgewählt wurde, begann seine Profi-Karriere 1995 in der Ontario Hockey League bei den Detroit Whalers. Noch während der Saison 1995/96 wechselte er zu den North Bay Centennials, auch die nächste Spielzeit beendete der Kanadier nicht beim selben Verein, da er nach 40 Spielen zu den Owen Sound Platers wechselte. Nach der Saison 1997/98 heuerte Beardsmore bei den Adirondack Red Wings, dem Farmteam seines Draftclubs Detroit in der American Hockey League, an, später in der Saison spielte er auch für die Toledo Storm in der East Coast Hockey League. 
Nachdem der Linksschütze im nächsten Jahr für das kanadische Team der University of New Brunswick aktiv gewesen war, wechselte er zur Saison 2000/01 in die Deutsche Eishockey Liga zu den Iserlohn Roosters. Nach drei Jahren im Sauerland und einer Saison bei den Augsburger Panthern wechselte er zu den Kölner Haien. Kurz vor Beginn der Saison 2005/06 wurde sein ursprünglich noch ein Jahr laufender Vertrag in Köln aufgelöst und er wurde von den Nürnberg Ice Tigers verpflichtet.
Vor der Saison 2008/09 wechselte Colin Beardsmore zu den Kassel Huskies, wurde aber bereits im Oktober 2008 an die Adler Mannheim abgegeben. Dort blieb er zwei Jahre, ehe er wieder zurück zu seinem ehemaligen Club nach Nürnberg wechselte. Im Juni 2011 unterzeichnete er einen Vertrag für eine Spielzeit bei den Grizzly Adams Wolfsburg, der nicht verlängert wurde. Anschließend beendete er seine Karriere.

## Karrierestatistik
(Legende zur Spielerstatistik: Sp oder GP = absolvierte Spiele; T oder G = erzielte Tore; V oder A = erzielte Assists; Pkt oder Pts = erzielte Scorerpunkte; SM oder PIM = erhaltene Strafminuten; +/− = Plus/Minus-Bilanz; PP = erzielte Überzahltore; SH = erzielte Unterzahltore; GW = erzielte Siegtore; 1 Play-downs/Relegation; Kursiv: Statistik nicht vollständig)